# His Temporary Wife
Pour plus de détails, voir Fiche technique et Distribution.
His Temporary Wife est un film américain muet réalisé par Joseph Levering, sorti en 1920.

## Synopsis
Le vieux Howard Eliot, homme riche, est si heureux auprès de sa jeune infirmière Annabelle Rose, que sur son lit de mort, il lui lègue une enveloppe avec la recommandation que celle-ci ne soit pas être ouverte avant soixante jours à partir de sa mort. Le reste de sa fortune est légué à son fils Arthur, à condition qu'il épouse qui il veut en dehors de son actuelle petite-amie, Verna Devore. Afin de répondre aux exigences paternelles, Arthur met une petite annonce pour trouver une épouse "temporaire". Annabelle, d'une grande pauvreté, répond à la petite annonce et accepte un mariage blanc avec Arthur. Une fois la cérémonie de mariage terminée, Arthur commence à apprécier la douceur d'Annabelle, comparée à la cupidité de Verna. Il réalise qu'il voudrait Annabelle pour plus qu'"épouse temporaire". Les soixante jours passés, Annabelle découvre que le vieillard lui a légué sa fortune, et Arthur qu'il a fait le bon choix.

## Fiche technique
- Titre original : His Temporary Wife
- Réalisation : Joseph Levering
- Scénario : Robert Ames Bennet
- Directeur de la photographie : Walter Pritchard
- Société de production : Joseph Levering Productions
- Société de distribution : W.W. Hodkinson
- Pays d'origine :  États-Unis
- Langue originale : anglais
- Format : noir et blanc — 35 mm — 1,33:1 — Film muet
- Dates de sortie :  États-Unis : février 1920

## Distribution
- Rubye De Remer : Annabelle Rose
- Edmund Breese : Juge Laton
- Eugene Strong : Arthur Eliot
- Mary Boland : Verna Devore
- William T. Carleton : Howard Eliot
- Armand Cortes : Leonard Devore